# 하일군재래 (1991년 영화)
《하일군재래》(何日君再來, Au Revoir, Mon Amour)는 홍콩에서 제작된 구정평 감독의 1991년 드라마 영화이다. 매염방 등이 주연으로 출연하였다.

## 출연

### 주연
- 매염방
- 양가휘

## 기타
- 프로듀서: 하관창
- 의상: 마광영